# Еженедельный Айдол
«Еженедельный Айдол» (кор. 주간 아이돌, англ. Weekly Idol) — южнокорейское развлекательное шоу, транслируемое на телеканале MBC Every 1 с 23 июля 2011 года. Является одним из самых продолжительных на корейском телевидении, показанных на спутниковом телевидении в Японии.
Первый сезон, состоявший из 348 выпусков, вели комедиант Чон Хёндон и рэпер Defconn; они покинули программу весной 2018 года. С 350 по 384 выпуск (второй сезон) ведущими были певец Ли Сонмин, актёр Ю Сэюн и комедиантка Ким Шинён; они покинули программу в ноябре того же года вместе с продюсерами и всей командой. С 389 эпизода (третий сезон) ведущими стали комедианты Нам Чанхи и Чо Сехо, а также Хван Кванхи, участник бойбенда ZE:A; их первый эфир состоялся в январе 2019 года. 12 февраля 2020 года было объявлено, что Чан Хи и Се Хо покидают программу, и соведущим Кванхи будет специальный MC, начиная с 19 февраля и до 15 апреля. 17 апреля вторым ведущим программы стал участник Super Junior Ынхёк.

## Сегменты программы

### Вспомогательные сегменты
До появления «Айдола Недели» у шоу был единственный сегмент, названный «Саморейтинг Айдола» (англ. Real Chart! Idol Self-Ranking), где артисты ставили друг друга в рейтинг в разных категориях. Сначала сегмент был заменён на «Мне интересно, знаете ли Вы» (англ. I Wonder If You Know), где ведущие вместе с Ильхуном (BTOB) и Боми (A Pink) отвечали на вопросы об айдолах и в качестве приза получали еду. Затем был запущен сегмент «Еженедельная дегустация еды» (англ. Weekly Food Tasting), где соведущими были Хаён (A Pink), Мина (AOA) и N (VIXX) и выполняли миссии для выигрыша желаемой ими еды. Позднее появился сегмент «Лучшие айдолы» (англ. Idols Are The Best), где соведущими были Джексон (Got7), Чжухон (Monsta X), Синби (GFriend) и Дахён (Twice). В феврале 2017 года представили ещё один сегмент — «Замаскированный айдол» (англ. Masked Idol: Your Name Is), где айдолы в специальных масках играли друг против друга: победитель снимает маску и представляет себя и свою группу, а остальные должны прийти через неделю с новым айдолом.

### Главный сегмент
Главный сегмент программы, названный «Айдол Недели» (кор. 금주의 아이돌), в котором гостями становились различные айдол-группы, состоял из нескольких частей (или подсегментов), которые варьировались в эпизодах:
1. «Случайный танец» — играют отрывки различных синглов группы/сольного исполнителя, и гости должны вовремя изменить позиции, чтобы не допустить ошибки в хореографии[13]
2. «Переписывание профайла» — гости комментируют свои профайлы (основная информация об артисте), демонстрируя написанные навыки и по возможности добавляя новые[14]
3. «Победи айдола» — гости играют против ведущих; если гости выигрывают, то получают специальный приз, а проигравшие получат наказание от победителей
4. «Айдол на гриле» — гости должны правильно ответить на вопросы ведущих или выполнить задание; в случае победы они получают говядину, приготовленную на гриле[15]
5. «Горячая линия айдолов» — ведущие в течение суток принимают звонки от фанатов группы/сольного исполнителя, и затем гости выполняют задания, которые им озвучили в звонках
6. «Горячая линия отсутствующих айдолов» — ведущие звонят артисту, который по каким-либо причинам не смог посетить программу со своей группой[16]
7. «Испытание 99 секунд» — гости должны выполнить специальную миссию за 99 секунд
8. «Ускоренный танец» — гости должны станцевать под свою песню на удвоенной скорости[17]
9. «Ускоренный случайный танец» — условия такие же, как в стандартном «Случайном танце», но все композиции играют с удвоенной скоростью[18]
10. «Магическая хореография» — гости танцуют хореографию своей песни под песню другого исполнителя[19]
11. «Я — носитель языка» (специально для EXID) — гости общаются с иностранцами полностью на английском[20]
12. «Возвращаясь к дебюту» — гости танцуют под свои дебютные песни[21]
13. «Вы знаете это» — гости, родившиеся в 90-х годах и позднее, угадывают песни популярных исполнителей 70-х и 80-х годов

### Специальный одночасовой сегмент
Ежегодно в конце декабря проводится специальная премия Weekly Idol Award, где айдолы выигрывают в определённых номинациях.

## Ведущие

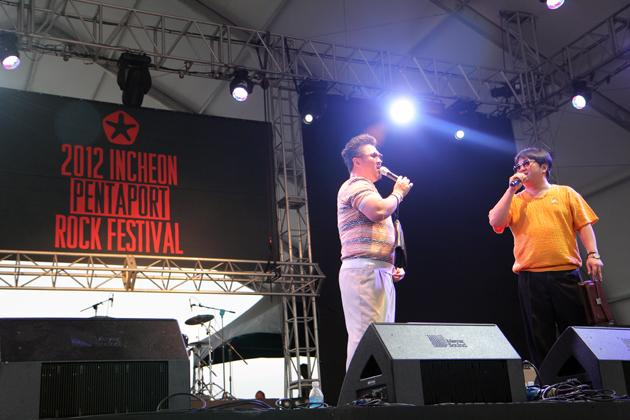
Чон Хён Дон и Defconn были самыми долгими ведущими программы — они вели шоу с июля 2011 года по март 2018 года

### Нынешний состав (с 22 апреля 2020 года)
- Хван Кван Хи (с 389 эпизода)
- Ынхёк (с 456 эпизода)

### Временные ведущие
- Ким Хич Холь[24] (эпизоды 229, 230, 245—270, 275, 300)
- Хани[25] (эпизоды 245—270, 275, 300)
- Джексон (эпизоды 246—278)
- Дахён (эпизоды 246—283)
- Чжухон (эпизоды 246—279)
- Синби (эпизоды 249—283)

### Бывшие ведущие
- Чон Хён Дон (эпизоды 1—226, 271—348)
- Defconn (эпизоды 1—348)
- Ли Сон Мин (эпизоды 350—384)
- Ю Сэ Юн (эпизоды 350—384)
- Ким Шин Ён (эпизоды 350—384)
- Чо Сэ Хо (эпизоды 389—446)
- Нам Чан Хи (эпизоды 389—446)

### Приглашённые ведущие
- Хаха (эпизод 45)
- Хёлин и Сою (Sistar) (эпизод 45)
- Лиззи (After School) (эпизоды 52—53)
- Сонкю и Хоя (Infinite) (эпизод 64)
- Сохён (4Minute) (эпизоды 75, 84)
- Чанбин (Stray Kids) (эпизод 575)

### Система смены айдолов
Начиная с 227 эпизода, когда Хёндон ушёл на перерыв по состоянию здоровья, его близкие друзья заменяли его на шоу до 242 выпуска.
- Сонкю (эпизоды 227—228)
- Хичхоль (эпизоды 229—230)
- Боми (эпизоды 231, 243—244)
- Санни (Girls’ Generation) (эпизоды 232—233)
- Итхык (Super Junior) (эпизоды 234—235)
- Ёнхва (CNBLUE) (эпизоды 236, 238)
- Энди (Shinhwa) (эпизод 237)
- Дуджун (Highlight) (эпизод 239—240)
- K.Will (эпизоды 241—242)